# روبن فلمنج
روبن فلمنج (بالإنجليزية: Robin Fleming)‏ هي مختصة في الدراسات القروسطية ‏ أمريكية، ولدت في 1956 في منطقة خليج سان فرانسيسكو في الولايات المتحدة.